# Camparan
Camparan é uma comuna francesa na região administrativa de Occitânia, no departamento dos Altos Pirenéus. Estende-se por uma área de 2,35 km², Em 2010 a comuna tinha 58 habitantes (densidade: 24,7 hab./km²)..